# Afterburn (montagnes russes)
Ne doit pas être confondu avec Afterburn (film).
Afterburn sont des montagnes russes inversées du parc Carowinds, situé à Charlotte entre la Caroline du Nord et la Caroline du Sud, aux États-Unis. Cette attraction était connue sous le nom Top Gun - The Jet Coaster entre 1999 et 2007.

## Statistiques
- Trains : 2 trains de 8 wagons. Les passagers sont placés par 4 sur un seul rang pour un total de 32 passagers par train.

## Galerie
| - Afterburn, montagnes russes à Carowinds |
|                                           |